# بيفرلي لي
بيفرلي لي (بالإنجليزية: Beverly Lee)‏ هي مغنية أمريكية، ولدت في 3 أغسطس 1941 في باسيك في الولايات المتحدة.

## وصلات خارجية
- بيفرلي لي على موقع IMDb (الإنجليزية)
- بيفرلي لي على موقع ميوزك برينز (الإنجليزية)
- بيفرلي لي على موقع قاعدة بيانات برودواي على الإنترنت (الإنجليزية)
- بيفرلي لي على موقع ديسكوغز (الإنجليزية)